# Lake Virginia (Southland)
Der Lake Virginia ist ein See im Southland District der Region Southland auf der Südinsel von Neuseeland.

## Geographie
Der Lake Virginia befindet sich rund 2,4 km östlich des Endes des West Arm des Lake Manapouri und damit auch 2,4 km östlich der Manapōuri Hydro Station, eines 800 -Megawatt-Wasserkraftwerks. Der See, der sich über eine Fläche von 13 Hektar ausdehnt, erstreckt sich über eine Länge von rund 605 m in Ost-West-Richtung und misst an seiner breitesten Stelle rund 300 m in Nord-Süd-Richtung. Der Umfang des Sees kommt auf eine Länge von rund 1,66 km.
Der See verfügt über keine nennenswerten Zuläufe. Ein kleiner Bach hingegen entwässert den Lake Virginia in den West Arm des Lake Manapouri.